# 室谷香菜子
室谷 香菜子（むろや かなこ、1986年9月9日 - ）は、北海道放送（HBC）のアナウンサー。

## 人物・経歴
- 青森県青森市出身。
- 身長151cm[3]。
- 普段は、コンタクトレンズを使用している[4]。
- 2004年度（第7回）東北高等学校放送コンテストアナウンス部門最優秀賞[1]。
- ミス・クリーンライスあおもり2005の一人として活動[5]。
- 青森明の星高等学校、青森公立大学卒業。テレビ朝日アスクアナウンススクール修了。
  - 大学時代に、地元青森朝日放送（HTBと同じテレビ朝日系列）の情報番組『ワンポチッ』に、番組レポーターとして出演[6]。
- 2009年にHBC入社。同期に高橋友理（2017年3月に退社）・堰八紗也佳・キャリア入社の水野善公がいる[7]。
- 2012年1月2日放送の特別番組『美女アナトリオのお年玉獲得大作戦!!』に、同期の堰八紗也佳・高橋友理と共に出演[8]。
- 2016年9月9日に結婚[9]。
- 2018年6月に、第一子（長男）を出産。
- 2019年4月15日、育児休暇から勤務に復帰[10]、翌日からラジオのニュース読みを行っている[11]。

## 現在の担当番組
ラジオ
- 「美香と香菜子のおさんぽ土曜日」（土曜 9:00 - 13:00・2020年10月3日 - ）
- 「After Beat〜アフタービート〜」（火曜→月曜・火曜 16:00 - 17:30・2020年3月31日 - ）※アシスタント
- 「HBCニュース」※ 不定期

テレビ
- 「HBCニュース」※ 不定期

## 過去の担当番組
HBCラジオ
- 「朝刊さくらい」（2009年10月 - 2011年2月25日）
- 「香菜子のなまらないと」（日曜 17:30 - 17:40・2011年4月9日 - 2016年3月20日）
- 「気分上昇ワイド ナルミッツ!!!」（月 - 水曜 9:00 - 12:00・2016年3月28日 -2018年3月28日）
- 「室谷香菜子 fightoooh!!」（土曜 8:00 - 12:00・2016年4月2日 - 2018年3月31日、2019年10月5日 - 2020年9月26日）

HBCテレビ
- 「NEWS1」『Nani-Collection 何?コレ』コーナー ※ナレーション
- 「グッチーの 今日ドキッ!」（月 - 金 14:55 - 16:45・2011年2月28日 - 2013年10月4日） ※メインキャスター
- 「吉田類の北海道ぶらり街めぐり」（2012年1月から2014年3月までは「北海道港町めぐり」、不定期放送）
- 「今日ドキッ!」（月 - 金15:50 - 19:00・2013年10月7日 - 2016年3月25日）※メインキャスター